# Дабо (Аустралија)
Дабо (енгл. Dubbo) је град Аустралији у савезној држави Нови Јужни Велс. Према попису из 2006. у граду је живело 30.574 становника.

## Становништво
Према попису, у граду је 2006. живело 30.574 становника.
| 1991.  | 1996.  | 2001.  | 2006.  |
| ------ | ------ | ------ | ------ |
| 28,064 | 30,102 | 30,937 | 30,574 |